# 소년생활
소년생활은 1975년 12월에 창간된 어린이 잡지이다. ‘어린이들의 생활의 벗, 마음의 벗’을 발간 목적으로 하였다.  1970년대에는 《새소년》, 《소년중앙》, 《소년세계》, 《어깨동무》와 함께 5대 아동종합지로 불렸으나, 1980년 7월 ‘사회정화’의 명목으로 다른 170여 잡지들과 함께 등록이 취소되었다. 내용으로 동화, 소설, 교양, 시사, 만화 등이 실렸다.

## 연재 작가 및 만화
- 김삼 - 《검둥이 강가딘》(1976년 ~ 1978년)[3]
- 이정문 - 《철인 캉타우》(1976년)
- 고우영 - 《팔비당》(1976년 ~ 1977년)
- 강철수 - 《꼬마검객》(1976년 ~ 1977년)
- 이두호 - 《마술사 뭉치》(1976년 ~ 1977년), 《말뚝이》(1978년 ~ 1979년)
- 김영하 - 《최고봉과 주머니 동자》(1977년 ~ 1978년)
- 박수동 - 《별똥탐험대》(1976년), 《신판 오성과 한음》(1977년 ~ 1978년)
- 윤승운 - 《뱅뱅이의 세계일주》(1976년 ~ 1978년), 《모험대장 칠갑이》(1978년 ~ 1979년)
- 김달영 - 《소년 야구왕》(1976년)
- 전상균 - 《타잔, 우주로 가다》(1978년 ~ 1979년)